# جون جي. فاولر
جون جي. فاولر (بالإنجليزية: John G. Fuller)‏ هو مؤلف أمريكي، ولد في 30 نوفمبر 1913 في فيلادلفيا في الولايات المتحدة، وتوفي في 7 نوفمبر 1990 في نوروولك في الولايات المتحدة بسبب سرطان الرئة.

## وصلات خارجية
- جون جي. فاولر على موقع IMDb (الإنجليزية)
- جون جي. فاولر على موقع ميوزك برينز (الإنجليزية)
- جون جي. فاولر على موقع قاعدة بيانات برودواي على الإنترنت (الإنجليزية)
- جون جي. فاولر على موقع قاعدة بيانات الفيلم (الإنجليزية)